# 可數鏈條件
在序理論中，若一個偏序集{\displaystyle X}的所有強反鏈都是可數的，則說{\displaystyle X}滿足可數鏈條件（Countable chain condition），而可數鏈條件又記做ccc。

## 綜觀
實際上可數鏈條件有兩種，一種是上升可數鏈條件（upwards countable chain condition），一種是下降可數鏈條件（downwards countable chain condition），這兩個條件並不等價，而一般而言可數鏈條件指的是下降可數鏈條件，換句話說也就是「沒有兩個元素有相同的最小下界」這條件。
這條件被稱為「可數鏈條件」而非更合乎邏輯的「可數反鏈條件」，是因為和拓樸空間與完備布爾代數的鏈相關歷史理由之故，而在拓樸空間與完備布爾代數中，這些鏈條件有時剛好和反鏈條件條件相同，比方說若{\displaystyle \kappa }是一個基數，那麼在完備布爾代數中，任何的反鏈大小小於{\displaystyle \kappa }的充要條件是若不存在元素的下降{\displaystyle \kappa }序列，而在這種狀況下鏈條件與反鏈條件等價。
滿足可數鏈條件的偏序和空間被用於馬丁公理的陳述中。
在力迫理論中會用到滿足可數鏈條件的偏序，而這是因為對任何集合使用如此的序對，可以保持其基數及共尾性之故；此外，可數鏈條件在有限支撐迭代（詳情可見迭代力迫）中可得到保持。關於更多關於力迫中的可數鏈條件，可見力迫一文相關章節的說明。
更一般地，若{\displaystyle \kappa }是一個基數，那麼在一個偏序集每個反鏈的大小都小於{\displaystyle \kappa }的狀況下，會說這個偏序集滿足{\displaystyle \kappa }－鏈條件；而在這種狀況下，可數鏈條件即是{\displaystyle \aleph _{1}}－鏈條件，也就是可數鏈條件即是{\displaystyle \kappa =\aleph _{1}}的{\displaystyle \kappa }－鏈條件。

## 拓樸學中的例子與性質
若說一個拓樸空間{\displaystyle X}滿足可數鏈條件，或者所謂的蘇斯林條件，就表示說{\displaystyle X}的非空開子集的偏序集滿足可數鏈條件，也就是{\displaystyle X}的非空開子集的所有的兩兩不交的搜集都是可數的，而這名稱的由來是蘇斯林問題。
- 所有的可分拓樸空間都滿足可數鏈條件，不僅如此，多至{\displaystyle {\mathfrak {c}}=2^{\aleph _{0}}}個可分空間的積空間都是可分的且滿足可數鏈條件。
- 一個度量空間滿足可數鏈條件，當且僅當這空間是可分的。
- 一般而言，滿足可數鏈條件的拓樸空間未必是可分的，像例如說在積拓樸下，{\displaystyle \{0,1\}^{2^{2^{\aleph _{0}}}}}這空間滿足可數鏈條件，但「不是」可分的。
- 滿足可數鏈條件的仿緊空間都是林德勒夫空間。